# Organización territorial de la República Srpska
La República Srpska se encuentra subdividida en sesenta y tres municipios. Estos, a su vez, se encuentran agrupados en siete regiones que forman parte de Bosnia y Herzegovina.

## Regiones

Las regiones de la República Srpska con sus respectivas capitales.

| #   | Región                      | Nombre oficial     | Capital           |
| --- | --------------------------- | ------------------ | ----------------- |
| I   | Banja Luka                  | Banjalučka regija  | Banja Luka        |
| II  | Doboj                       | Dobojska regija    | Doboj             |
| III | Bijeljina                   | Bijeljinska regija | Bijeljina         |
| IV  | Vlasenica                   | Vlaseninska regija | Zvornik           |
| V   | Sarajevo-Romanija o Sokolac |                    | Sarajevo Oriental |
| VI  | Foča                        | Fočanska regija    | Foča              |
| VII | Trebinje                    | Trebinjska regija  | Trebinje          |

## Municipios

Municipios de la República Srpska (azul claro).

A continuación aparece una lista con todos aquellos municipios que subdividen internamente a la República Srpska, organizadas por región:
A - Banja Luka
1. Banja Luka (estatus de ciudad)
2. Bosanska Kostajnica
3. Bosanska Gradiška
4. Čelinac
5. Istočni Drvar
6. Jezero
7. Kneževo
8. Kotor Varoš
9. Kozarska Dubica
10. Krupa na Uni
11. Kupres
12. Laktaši
13. Mrkonjić Grad
14. Novi Grad
15. Oštra Luka
16. Petrovac
17. Prijedor (estatus de ciudad).
18. Prnjavor
19. Ribnik
20. Srbac
21. Šipovo
22. Teslić

B - Doboj
1. Bosanski Brod
2. Derventa
3. Doboj (estatus de ciudad).
4. Donji Žabar
5. Modriča
6. Pelagićevo
7. Petrovo
8. Šamac
9. Vukosavlje

C - Bijeljina
1. Bijeljina (estatus de ciudad)
2. Lopare
3. Ugljevik

D - Vlasenica
1. Bratunac
2. Milići
3. Osmaci
4. Srebrenica
5. Šekovići
6. Vlasenica
7. Zvornik

E - Sarajevo-Romanija
1. Sarajevo Oriental (estatus de ciudad).
2. Han Pijesak
3. Ilidža Oriental
4. Stari Grad Oriental
5. Nuevo Sarajevo Oriental
6. Pale
7. Rogatica
8. Sokolac
9. Trnovo

F - Foča
1. Čajniče
2. Foča
3. Kalinovik
4. Novo Goražde
5. Rudo
6. Višegrad

G - Trebinje
1. Berkovići
2. Bileća
3. Gacko
4. Istočni Mostar
5. Ljubinje
6. Nevesinje
7. Trebinje (estatus de ciudad)